# Consejo de la Suprema Inquisición

Escudo de la Inquisición española.

El Consejo de la Suprema Inquisición, más conocido como Consejo de la Suprema o simplemente la Suprema, y cuyo nombre oficial fue Consejo de la Suprema y General Inquisición, fue el máximo órgano de gobierno de la Inquisición Española. Su presidencia la ostentaba el inquisidor general, que era quien detentaba la autoridad delegada por el papa para la defensa de la fe y la persecución de la herejía en la Monarquía Hispánica.

## Historia

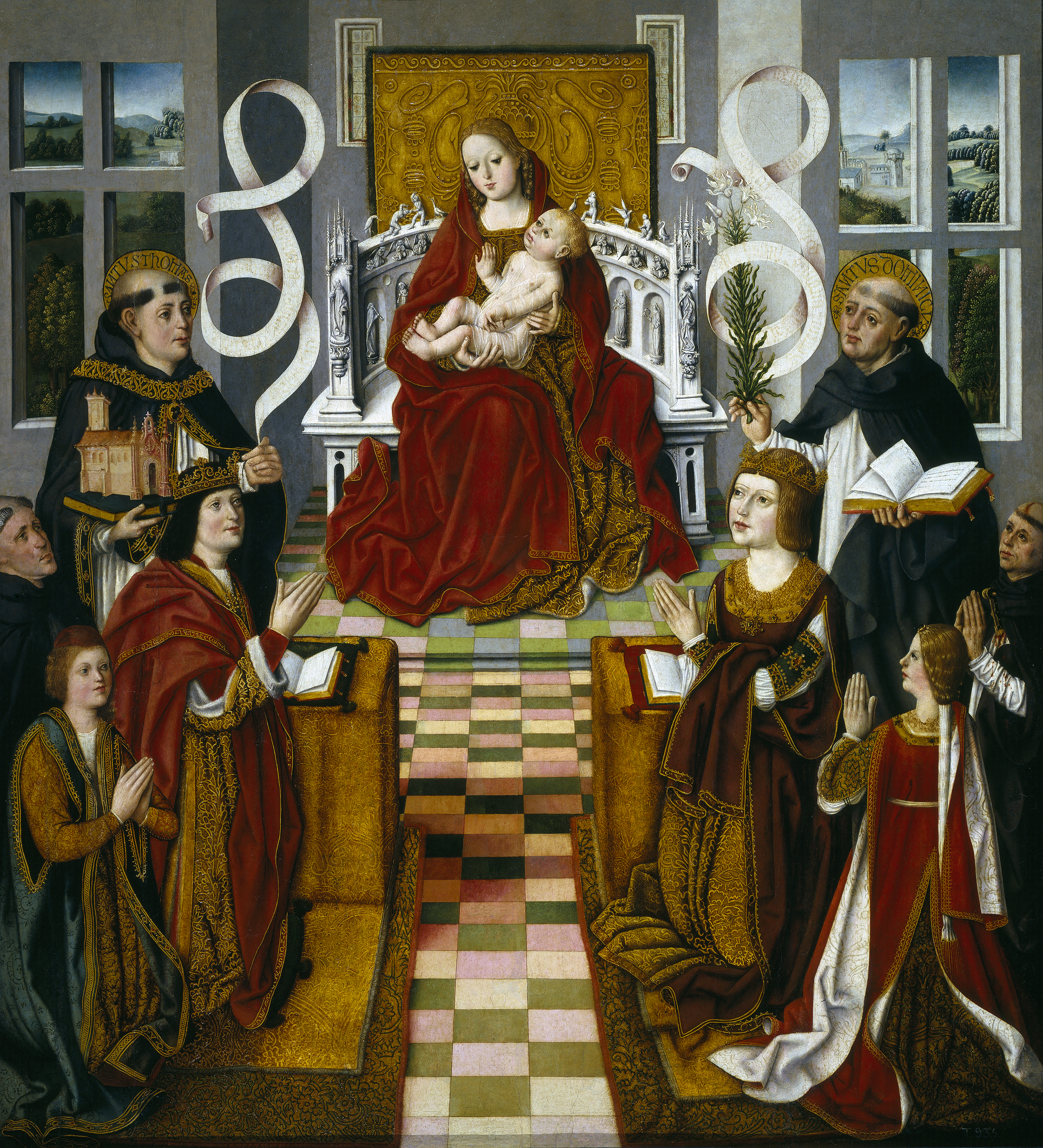
Cuadro Virgen de los Reyes Católicos en el que aparece arrodillado detrás del rey Fernando el Católico, el inquisidor general Tomás de Torquemada, y arrodillado detrás de la reina el inquisidor de Aragón Pedro de Arbués.

La primera noticia de la existencia del Consejo de la Suprema y General Inquisición data de 1488, diez años después de la promulgación de la bula papal que, a petición de los Reyes Católicos, instituyó la Inquisición en la Corona de Castilla.
Entre 1507 y 1518, cuando la Corona de Castilla y la Corona de Aragón volvieron a estar de iure separadas, hubo dos inquisidores generales, uno por cada Corona, por lo que también existieron dos Consejos Supremos. Cuando en 1518 se nombra al cardenal Adriano de Utrecht único inquisidor general la Suprema de Aragón, se integra en la de Castilla, formando un único Consejo.
Inicialmente, el Consejo estuvo formado por algunos miembros del Consejo real encargados de controlar los asuntos de la Inquisición y de asesorar al inquisidor general. Más adelante el número de consejeros quedó fijado en cuatro y a finales del siglo XVI en seis, más dos secretarios, uno para la Corona de Castilla y otro para la Corona de Aragón, y dos representantes del Consejo de Castilla. Sus miembros eran nombrados por el rey entre una terna que le presentaba el inquisidor general para cada puesto.
Una orden del rey Felipe III de 1618 reservó un puesto en la Suprema a un dominico, la orden que había dominado la Inquisición pontificia medieval y a la que pertenecía el primer inquisidor general Torquemada. Las reuniones de la Suprema se solían celebrar por la mañana, y tres días por la tarde. A las sesiones vespertinas acudían los dos miembros del Consejo de Castilla, porque en las mismas era cuando se trataban los asuntos jurídicos.
A diferencia del Inquisidor General, cuya autoridad emanaba del papa –aunque era nombrado por el rey-, el Consejo dependía directamente de la autoridad civil y formaba parte del régimen polisinodial propio de la Monarquía Hispánica. Desde los tiempos de Felipe II, ocupaba el tercer lugar en el orden protocolario de los consejos de la monarquía, solo por detrás del Consejo de Castilla y del Consejo de Aragón.
Sin embargo, el Consejo ejercía sus funciones porque había un inquisidor general, ya que la autoridad de la Inquisición española para defender la fe y reprimir las herejías en los territorios de la Monarquía Hispánica emanaba del papa, que había renunciado a esta prerrogativa de la que gozaba en la inquisición medieval en favor de un inquisidor nombrado por él a propuesta del rey –"formalmente el inquisidor general recibe los poderes del papa, pero éste está obligado a nombrar a la persona propuesta por los reyes", afirma Joseph Pérez-. De hecho, si un papa se hubiera negado a nombrar un inquisidor general, lo que nunca ocurrió "porque ningún papa osó jamás arriesgarse a entrar en conflicto con los reyes de España", "el Santo Oficio habría desaparecido de golpe" –tribunales y Consejo de la Suprema, incluidos-.
Las relaciones entre el Consejo y el inquisidor general no estuvieron exentas de conflictos. A principios del reinado de Felipe IV, las continuas disputas entre el Consejo y el inquisidor general, el cardenal Zapata, las zanjó este último cuando advirtió airadamente a los miembros de la Suprema que no se entremetieran en los asuntos que no eran de su incumbencia. Quedó todo en silencio, sin que nadie de los señores del consejo dijera más palabra ninguna, anotó el secretario.
Sin embargo, la Suprema fue incrementando su poder con el tiempo. Muchas veces dio órdenes sin el refrendo del inquisidor general, y en las votaciones en el seno del consejo, el inquisidor general no tenía derecho de veto, ni su voto era de calidad en caso de empate, aunque esto no afectó a sus poderes exclusivos conferidos por el papa.
Gracias al apoyo de la Corona, en el siglo XVIII el Consejo de la Inquisición fue imponiendo su autoridad sobre el Inquisidor General. El primer caso tuvo lugar en 1700, en los últimos meses del reinado de Carlos II, cuando el recién nombrado inquisidor general, el obispo de Segovia Baltasar de Mendoza, ordenó detener al confesor del rey y miembro de la Suprema, el dominico Froilán Díaz, acusado de haber lanzado un hechizo contra el monarca. Reunido el Consejo, decidió absolverle con el único voto en contra del inquisidor general, pero este se negó a aceptar el fallo y ordenó al tribunal de Murcia que procesara a Díaz. Cuando este tribunal de nuevo lo absolvió, Mendoza ordenó un nuevo procesamiento, pero el nuevo rey Felipe V intervino y rehabilitó a Díaz, que volvió a la Suprema, mientras que presionaba al papa, a quien Mendoza había apelado en un "acto sin precedentes en la historia de la Inquisición", para que destituyera a Mendoza –nada favorable a los Borbones-, lo que finalmente ocurrió en marzo de 1705. "Este fue el último caso importante en el que el inquisidor general intentara establecer su supremacía", afirma Henry Kamen.
El Consejo de la Suprema, a diferencia de los otros dos consejos que le precedían en el orden protocolario, tenía jurisdicción en todos los territorios de la Corona, pues "la Inquisición es la única institución común a todo el conjunto de la monarquía".

## Competencias
El Consejo no se ocupaba de los asuntos de herejía, pues esta era una competencia exclusiva del inquisidor general, ya que era el que había recibido poderes del papa sobre ese tema —el Consejo era una creación del poder civil, que no aparecía en las bulas papales—. La máxima autoridad era el Inquisidor General.
Pero las competencias de la Suprema nunca fueron claramente definidas, y su papel aumentará en aquellos periodos en que el inquisidor general "está dedicado a otras funciones –por ejemplo, cuando Cisneros tuvo que gobernar Castilla en dos ocasiones en calidad de regente-, o también cuando el inquisidor general pierde la confianza del monarca, como le ocurrió a Alonso Manrique entre 1529 y 1538-".
El Consejo actuaba como tribunal de apelación de las sentencias emitidas por los tribunales provinciales. Además, elabora instrucciones sobre determinadas cuestiones que envía a los tribunales provinciales para que les sirvan de guía en la toma de decisiones especialmente en los temas más controvertidos, como por ejemplo el de la brujería.

Estructura de la Inquisición.

Al principio los tribunales provinciales sólo remitían al Consejo de la Inquisición los casos en los que no había existido acuerdo sobre la condena. Pero desde mediados del siglo XVI en que algunos tribunales destacaron por su excesiva severidad –como el tribunal de Barcelona en la persecución de supuestos casos de brujería-, el Consejo se ocupó más de los procedimientos y de las sentencias de los tribunales, hasta que en 1632 se exigió que enviaran informes mensuales de sus actividades y poco después se les obligó a que sometieran a la Suprema las sentencias que habían emitido antes de ser ejecutadas. En el siglo XVIII, cuando los casos disminuyeron, fue el Consejo el que iniciaba y ejecutaba todos los procesos.
Entre las competencias del Consejo también se encontraba la organización y funcionamiento de los tribunales provinciales, aunque su creación dependía del inquisidor general, que era quien nombraba directamente a todo su personal –dos inquisidores, dos secretarios, un fiscal, un alguacil, un recaudador, un nuncio, un portero, un magistrado encargado de administrar los bienes secuestrados y confiscados, y un médico-, sin previa consulta al Consejo supremo. "Es lógico, si tenemos en cuenta que el inquisidor general actúa por delegación del soberano pontífice y, por tanto, es el único que puede delegar sus atribuciones en otras personas. A la muerte del inquisidor, el personal de los distritos nombrado por él pierde inmediatamente sus competencias; de hecho, siguiendo una costumbre que se instaura muy pronto, el nuevo inquisidor general renueva las delegaciones autorizadas por su predecesor, cosa que evita cualquier solución de continuidad".
Sin embargo, la Suprema intervino en la determinación de los requisitos que debían cumplir los dos inquisidores, que eran los dos cargos más importantes de los tribunales, pues eran ellos los que decidían los arrestos, instruían los procesos y dictaban las sentencias. El problema se planteó porque el primer inquisidor, Torquemada, sin que se sepa muy bien la razón, incumplió la norma establecida en la bula fundacional de 1478 del papa Sixto IV de que los inquisidores fueran obispos o altos cargos, sacerdotes regulares o seculares, de más de cuarenta años, temerosos de Dios, de buen carácter y de noble ascendencia, maestros o bachilleres en teología o licenciados en derecho canónico. Así en las Instrucciones que publicó el 6 de diciembre de 1484 no apareció la exigencia de que los inquisidores debieran ser eclesiásticos –que tampoco apareció en las bulas del papa Alejandro VI que renovaron los poderes del inquisidor general Deza de 1498 y 1499-. A finales del siglo XVI la Suprema discutió el tema y acordó que los inquisidores tenían que haber recibido las órdenes mayores, lo que fue transmitido por Felipe II al inquisidor general. Pero su sucesor Felipe III no reiteró la orden, por lo que el Consejo de la Inquisición volvió a abordar la cuestión en 1632, bajo Felipe IV, dictaminando que los inquisidores que no fueran eclesiásticos debían renunciar a sus cargos, con lo que así se zanjó definitivamente la cuestión.

### Los tribunales de distrito

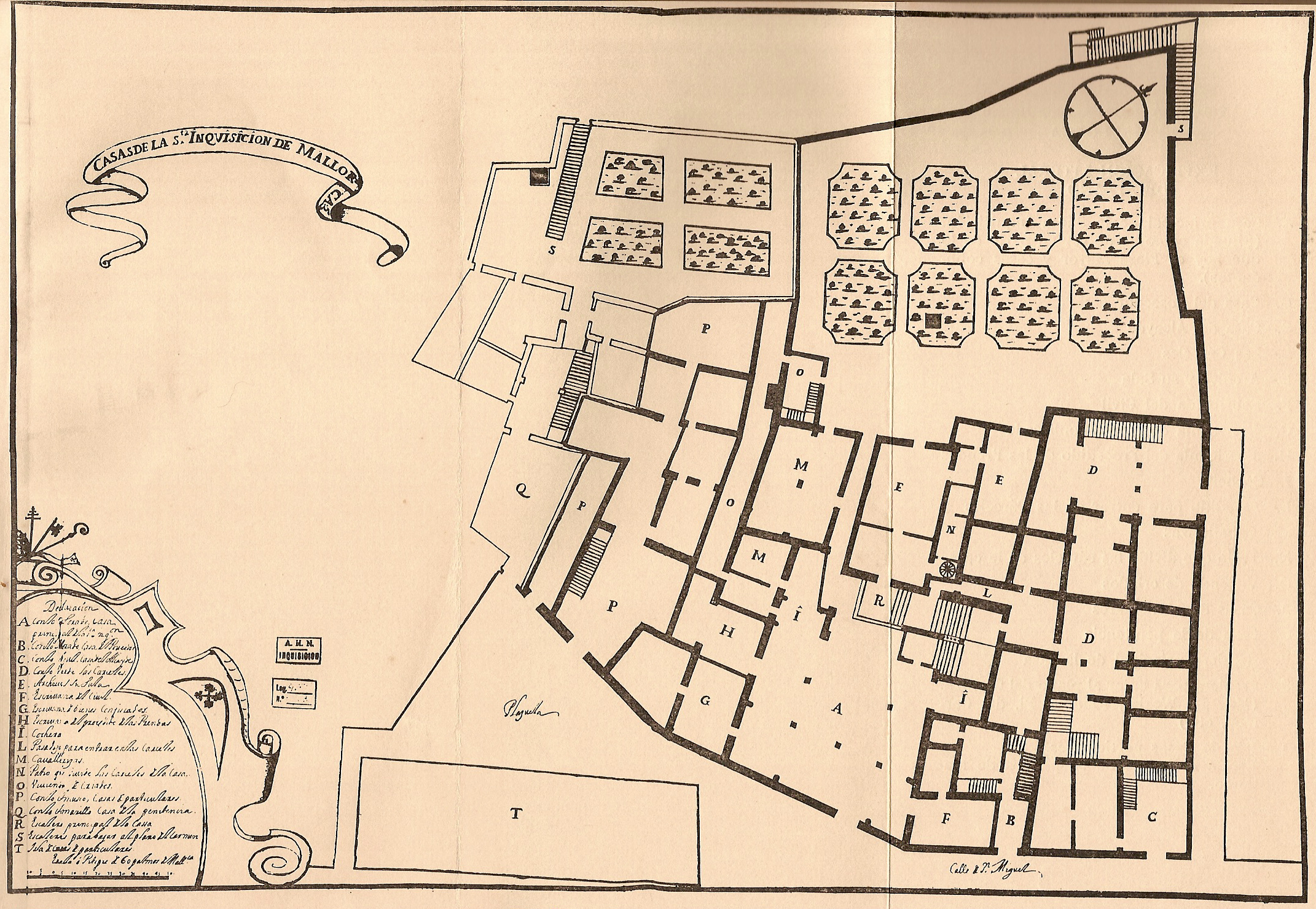
Plano de la sede del tribunal de la Inquisición de Mallorca

En los primeros años se fueron creando tribunales allí donde aparecían supuestamente focos de herejía –el primero fue el de Sevilla de 1480- y en 1493, un año después de la expulsión de los judíos de España, ya había veintitrés, que abarcaban la Corona de Castilla, excepto Galicia –el tribunal de Santiago de Compostela se creó en una fecha tardía, 1574-, y la Corona de Aragón. Cuando el reino de Navarra fue incorporado a la Corona por Fernando el Católico en 1512, se creó inmediatamente un tribunal en Pamplona, que en 1516 se trasladó a Tudela, aunque más tarde el reino quedó dentro del distrito de Calahorra (1521) y finalmente del de Logroño (1570).
A principios del siglo XVI se redujo el número de tribunales reagrupándolos para reducir gastos, aunque su estructura territorial definitiva no se establece hasta el siglo XVII. Los distritos sobre los que ejercía su jurisdicción cada tribunal, son agrupados en dos sectores, el de la Corona de Castilla y el de la Corona de Aragón, al frente de los cuales se dispone su propio secretariado. Así, del de Castilla dependen los tribunales de Sevilla, creado en 1480; Córdoba, creado en 1482; Granada, creado en 1526; Murcia, creado en 1488; Llerena, creado en 1485; Cuenca, creado en 1489; Toledo, creado en 1485; Valladolid, creado en 1488; Santiago de Compostela, creado en 1574; y Canarias, creado de forma permanente en 1568 –el de Madrid se creó en 1640-. Y del de la Corona de Aragón dependen, Zaragoza, creado en 1482; Valencia, creado en 1482; Barcelona, creado en 1488; Mallorca, creado en 1488; Cerdeña y Palermo. Pero en esta división no se respeta la división política de la Monarquía Hispánica entre sus dos principales Coronas, ya que al sector de la Corona de Aragón se adscribe el tribunal de Logroño –creado en 1512-, en la península, y todos los tribunales americanos –México, creado en 1569; Lima, en 1569; y Cartagena de Indias, en 1610- que formaban parte de la Corona de Castilla. Además, tampoco se respetaban las fronteras entre los diversos reinos: por ejemplo, Orihuela al sur del reino de Valencia se pone bajo la jurisdicción del tribunal de Murcia. Asimismo, Teruel, del reino de Aragón, dependía del tribunal de Valencia, y Lérida, del Principado de Cataluña, del tribunal de Zaragoza.
Según Joseph Pérez, estas "incoherencias aparentes son intencionadas; los distritos se trazaron de la forma más racional posible... porque el principal objetivo era garantizar la eficacia de la institución. Desde este punto de vista, la Inquisición representa un primer avance en el camino hacia la centralización política". Para Henry Kamen, son la prueba de "la marcada falta de deferencia por parte de la Inquisición hacia otras autoridades seculares o eclesiásticas".
La excepción fue el reino de Portugal porque, cuando fue incorporado a la Monarquía Hispánica en 1580, mantuvo su Inquisición independiente del todo, aunque el rey Felipe II consiguió en 1586 que el virrey de Portugal nombrado por él, el cardenal Alberto, archiduque de Austria, fuera también el inquisidor general de aquel reino.

#### Tribunal de Zaragoza
El Tribunal de la Inquisición de Zaragoza se crea en 1482 y se consolida como sede en 1521 tras absorber los tribunales de Barbastro, Calatayud, Daroca, Huesca, Jaca, Lérida, Monzón y Tarazona. No tuvo jurisdicción en todo Aragón, pues, como ya se ha dicho, los Tribunales de Teruel y Albarracín se incorporaron al de Valencia de forma definitiva en 1519. Por otro lado, tuvo jurisdicción en la diócesis de Lérida desde ese mismo año.
Los procesos inquisitoriales del Tribunal de Zaragoza que se han conservado hasta nuestros días, se encuentran en el Archivo Histórico Provincial de Zaragoza (AHPZ). Se trata de casi 900 procesos incluidos en el fondo de la Audiencia Territorial, fechados entre 1440 y 1621. Todos ellos fueron digitalizados entre 2009 y 2011, lo que posibilita su consulta a través del buscador DARA, Documentos y Archivos de Aragón. Los expedientes relativos a los años 1730-1785 se hallan en este mismo archivo, incluidos en el fondo procedente del Real Acuerdo.
Por otro lado, la Biblioteca Nacional de París conserva procesos del Tribunal de Zaragoza de los siglos XV y XVI en la llamada Colección Llorente, entre ellos el de Antonio Pérez, secretario de Felipe II.
Los procesos correspondientes a Teruel y Albarracín instruidos por el Tribunal de Valencia se conservan en el Archivo Histórico Nacional de Madrid (AHN). El AHN conserva igualmente la documentación administrativa y contable relativa a la Inquisición aragonesa.
Este fondo documental es de gran interés para la historia social y del pensamiento, la historia de las minorías en Aragón y los heterodoxos. También se ha utilizado como recurso literario.